# Lub

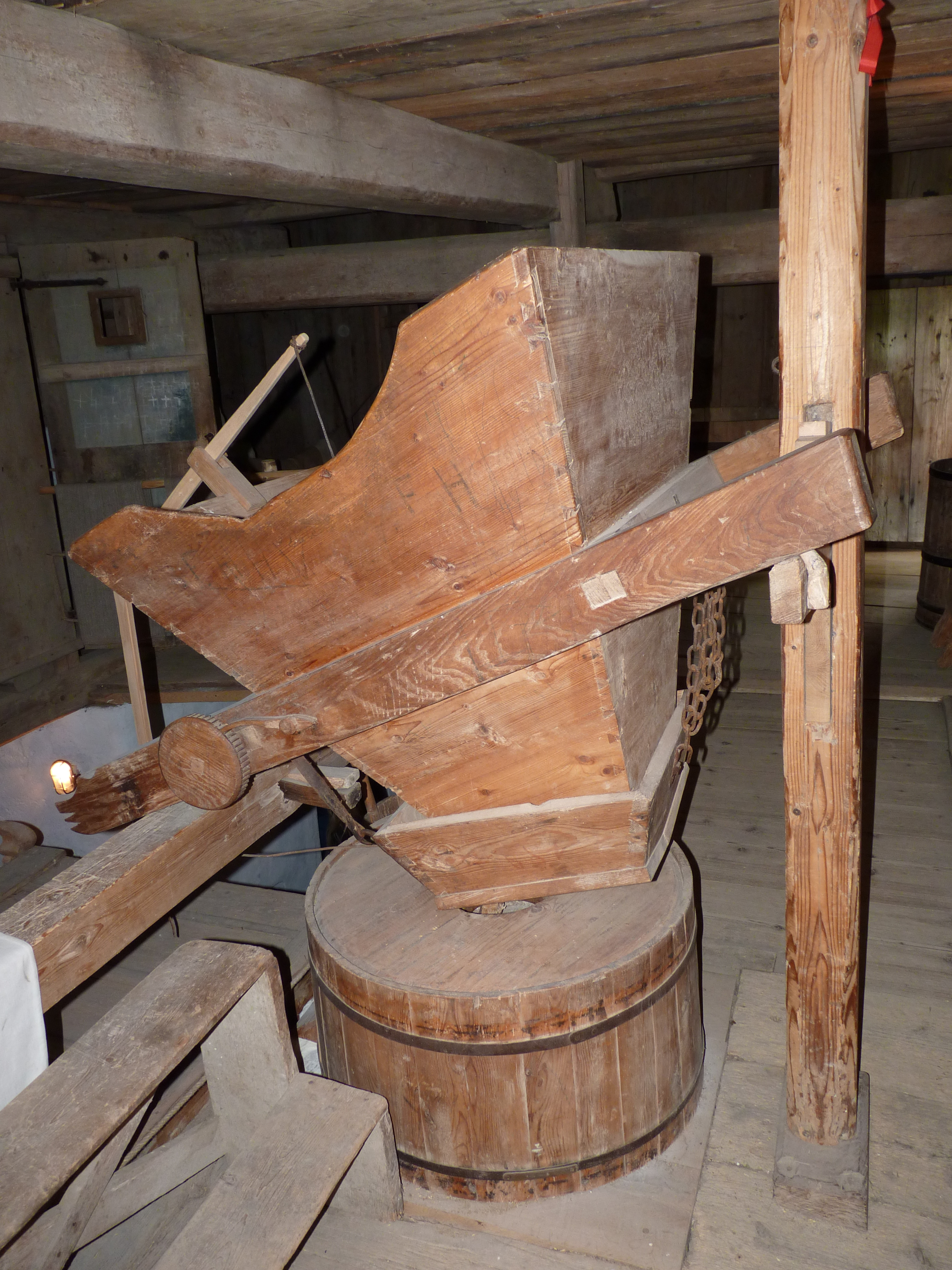
Vodní mlýn Hoslovice, násypný koš, pod ním lub ukrývající mlýnské kameny

Lub je dřevěný výrobek, který může mít podle souvislosti různý význam. Obvykle se jedná o kryt mlýnských kamenů ve mlýnech, případně díl hudebního nástroje. 

## Lub ve mlýnech
Podle Jana Gebauer byl výraz lub v souvislosti s mlýnským zařízením zaznamenán v češtině již v roce 1490.
Lub má tvar válcové nádoby beze dna a zabraňuje vypadávání mletého materiálu mimo mlecí soustavu. Je sestaven z dřevěných destiček (lubin), které jsou spojený splétáním tzv. loubky. Celá sestava je zpevněna kovovými obručemi.

### Mít za lubem
Z mlynářského prostředí pochází rčení „mít za lubem“ pro vychytralý úmysl (podle Jazykového korpusu se jedná o nejčastější užití tohoto výrazu). Při mletí zůstávala vždy za lubem mouka, kterou zákazník neviděl a mlynář si ji tak mohl snadno ponechat pro sebe.

## Hudební nástroje
Při výrobě hudebních nástrojů je lub dýha užívaná k tvorbě houslí, kytar a kontrabasů. Luby spojují horní a dolní desku nástroje, se kterými tvoří ozvučnou skříň (ozvučnici).

Příčný řez houslemi (Rib = lub)
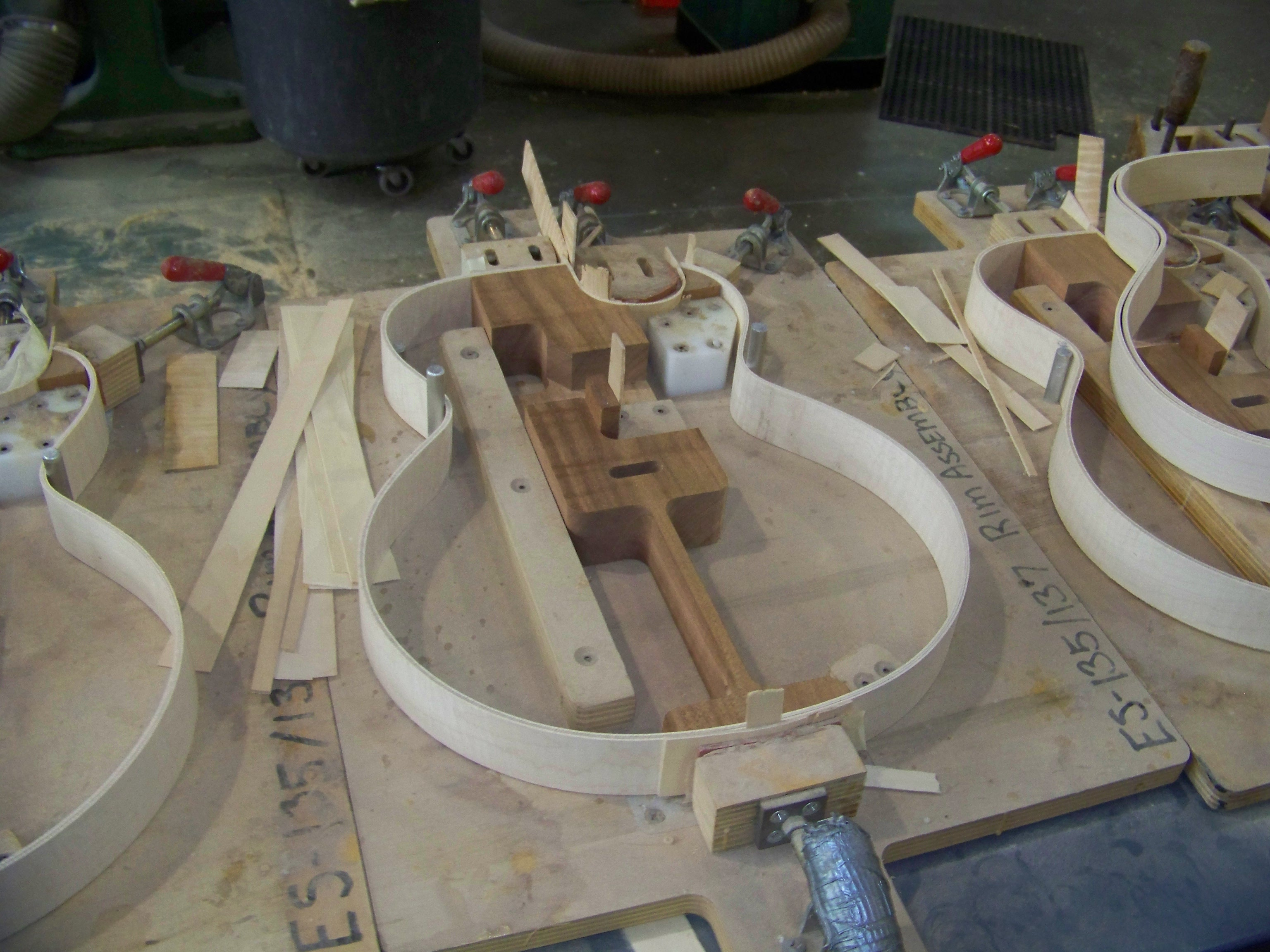
Výroba kytarových lubů

## Jiné

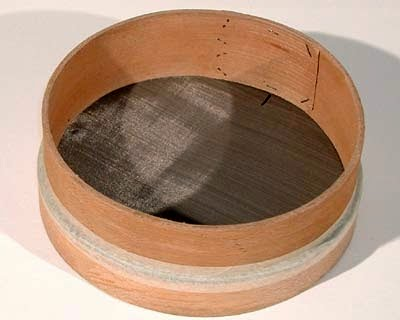
Ruční síto na mouku s lubem

- V nábytkářství je lub masivní dílec spojující nohy či boky nábytku a zpevňující tak jeho konstrukci.[8]
- Obdobně jako v mlynářství je lub součástí ručních řešet a sít, která zabraňuje vypadávání prosívaného materiálu
- Název Luby nese několik obcí nebo jejich částí v Česku
- Lubová krabička je název lidového výrobku, krabičky, vyráběného z dřevěné (smrkové) dýhy[9][10]